# Wortform
Eine Wortform (kurz: Form) ist in der Grammatik eine Erscheinungsform eines Wortes mit Flexion, also mit dem Ausdruck grammatischer Merkmale wie zum Beispiel Kasus, Person oder Numerus. Die Formen brauchst, brauchte, (wird) gebraucht sind drei verschiedene Wortformen, die ausgehend von dem Wortstamm brauch- gebildet werden können (bei Verben spricht man dann auch von Konjugationsformen). Demgegenüber ist die Ableitung (Derivation) brauchbar keine Wortform des Verbs brauchen, sondern ein vom Wortstamm brauch- abgeleitetes neues Wort, das auch zu einer anderen Wortart gehört (Adjektiv statt Verb).
Die verschiedenen Wortformen desselben Wortes zusammengenommen bilden ein Flexionsparadigma. Das Paradigma eines Wortes kann auch verschiedene Wortstämme benutzen; dieser Fall wird als Suppletion bezeichnet. Beispielsweise sind sowohl die Formen bist als auch warst Wortformen zu dem Verb sein (einmal Präsens 2. Person Singular, einmal Präteritum 2. Person Singular).
Die Bezeichnung „Wort“ für das, was die Formen zusammenhält, also der Gegenstand, wovon sie Erscheinungsformen sind, ist allerdings mehrdeutig. Das Wort als der gemeinsame Nenner hinter den verschiedenen Formen wird genauer als „Lexem“ bezeichnet. Das Lexem ist somit eine abstrakte Größe. Mit „Wort“ kann ansonsten auch eine konkrete Einheit bezeichnet werden, die als Element in einem Satz selbständig vorkommt (syntaktisches Wort); Wörter als Elemente des Satzes können dann Flexionsmerkmale tragen oder auch nicht, je nach Grammatik der einzelnen Sprache. Diese Wortformen bilden dann eine Erscheinungsform zum entsprechenden abstrakten Lexem.